# Roy Kelly Kits & Classics

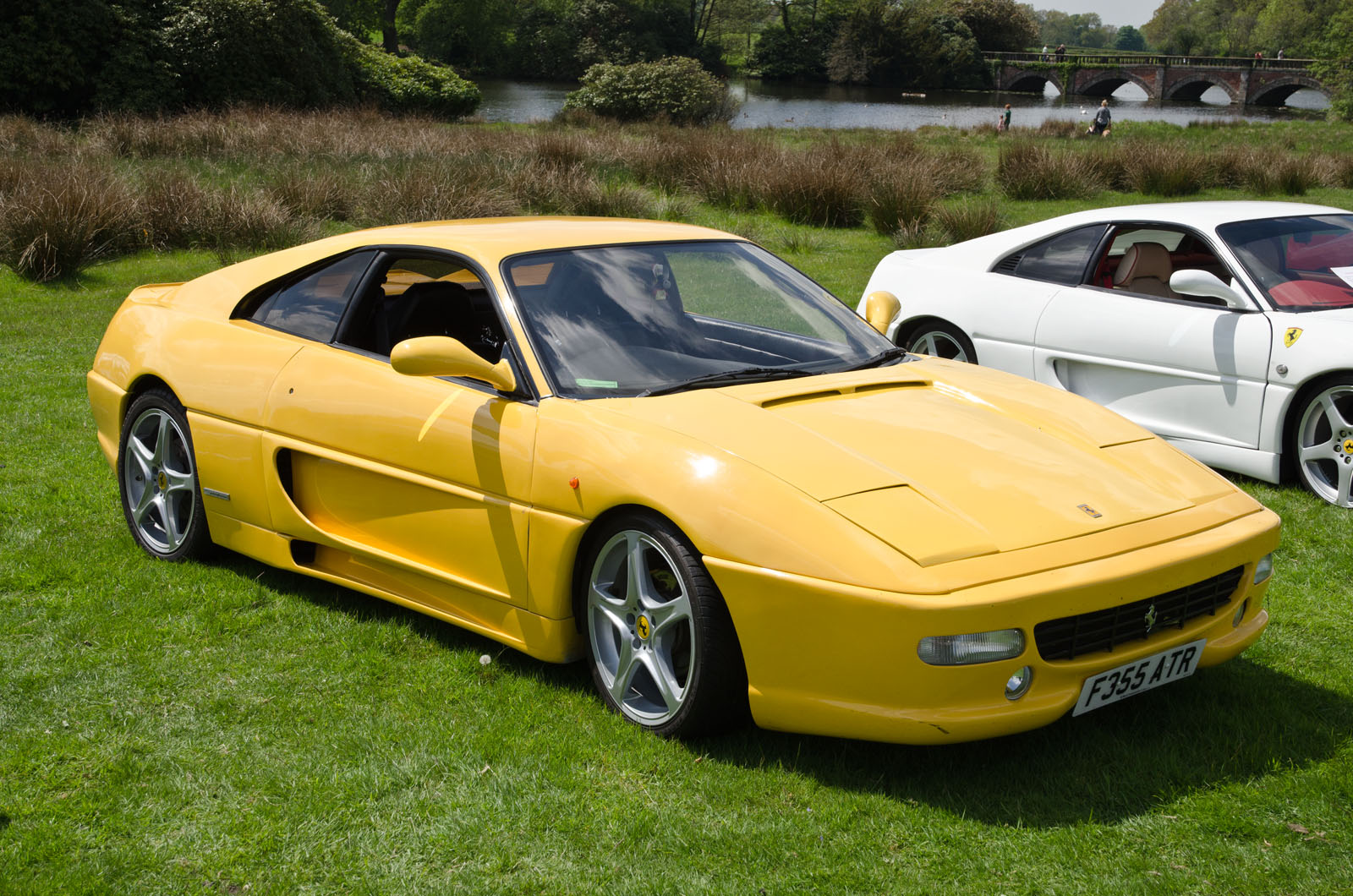
RKC F 355

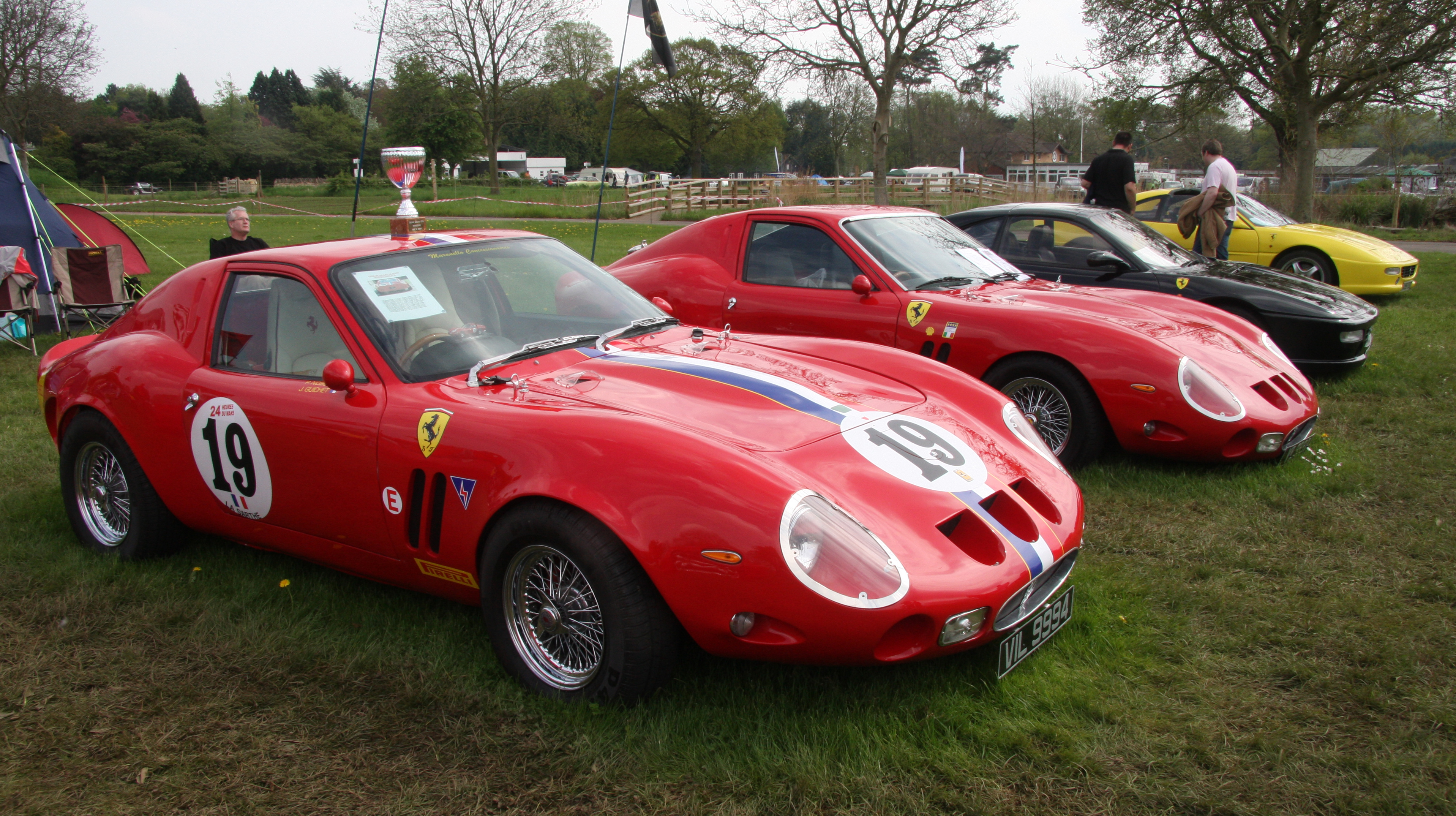
RKC Porsche GTO

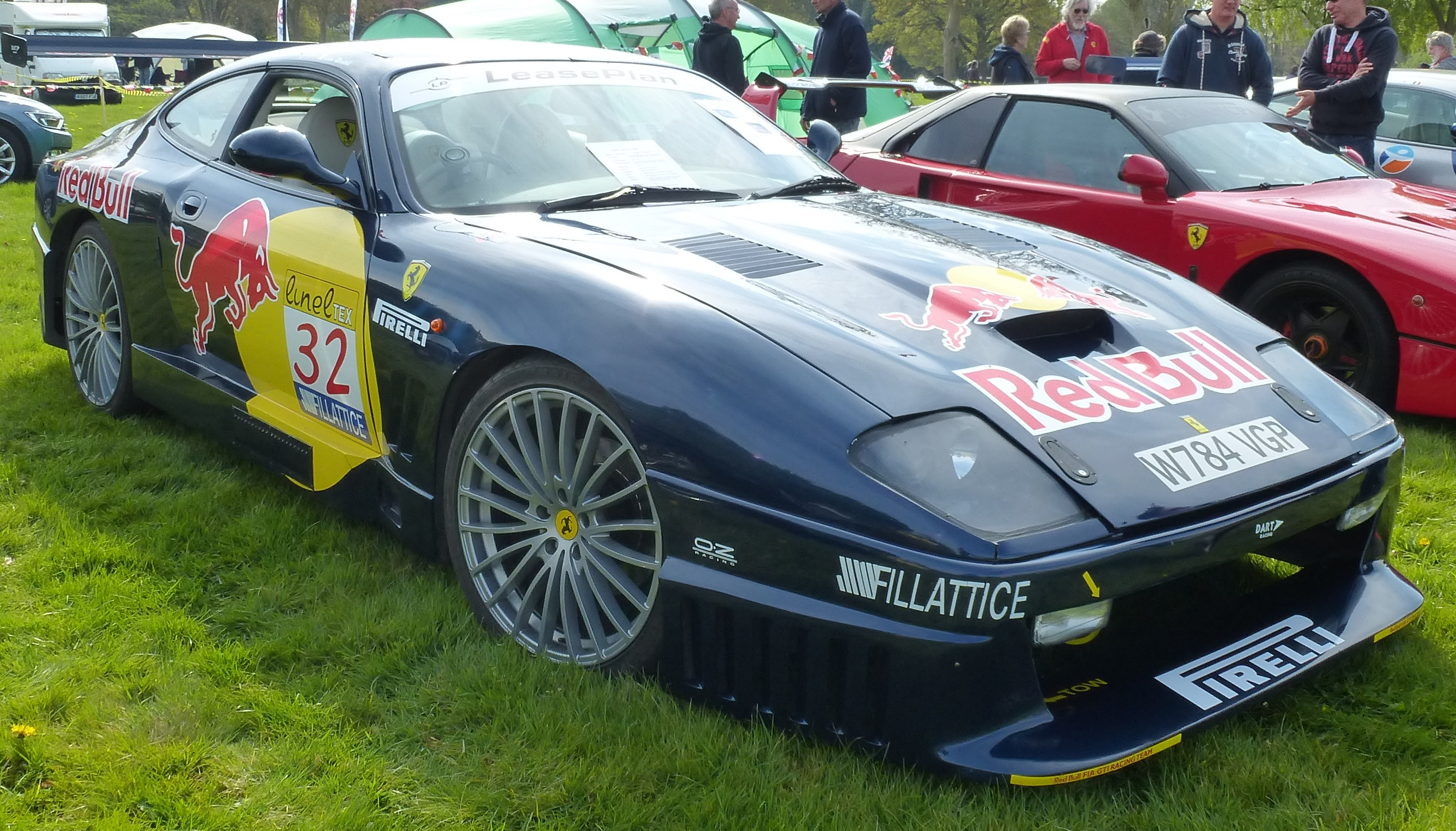
Ferrari 550

Roy Kelly Kits & Classics, zuvor Roy Kelly Classics, ist ein britischer Hersteller von Automobilen.

## Unternehmensgeschichte
Roy Kelly gründete 1999 das Unternehmen Roy Kelly Classics in Ossett in der Grafschaft West Yorkshire. Er begann mit der Produktion von Automobilen und Kits. Der Markenname lautet RKC. Spätestens 2008 änderte sich die Firmierung in Roy Kelly Kits & Classics.

## Fahrzeuge
Das erste Modell stand von 1999 bis 2002 im Angebot. Es war die Nachbildung des Ferrari F 355 als Coupé. Viele Teile kamen vom Toyota MR 2. MR 2 Kits setzt die Produktion seit 2002 fort. Insgesamt stellten diese beiden Unternehmen bisher etwa 75 Exemplare her.
Seit 2008 gibt es den RKC Porsche GTO. Das Fahrzeug ähnelt dem Ferrari 250 GTO. Viele Teile kommen von den Porsche-Modellen 924, 944 und 968. Die Karosserie besteht aus Fiberglas. Bisher entstanden etwa fünf Exemplare.
Es gibt auch Bilder von Nachbauten des Ferrari 550.